# Vie Montante Internationale
Vie Montante Internationale (VMI) (französisch: Vie Montante. Mouvement Chrétien des Retraités; englisch: Life Ascending International; spanisch: Vida Ascendente Internacional; deutsch: Aufsteigendes Leben) ist der Name der internationalen römisch-katholischen „Bewegung für ältere Menschen“. Das Wort „Montante“ / „aufsteigend“ meint in diesem Zusammenhang „älter werdend“. Die Vereinigung von Gläubigen wurde 1985 in Rom gegründet. Sie ist Mitglied der „Conférence des Organisations Internationales Catholiques“ (COIC) mit Sitz in Genf und hat als Nichtregierungsorganisation einen beratenden Status im Wirtschafts- und Sozialrat der Vereinten Nationen (ECOSOC). Die VMI ist weltweit in 44 Ländern vertreten und verfügt über annähernd 250.000 Mitglieder.

## Geschichte
Die ersten Bewegungen entstanden in den 1950er Jahren innerhalb der Katholischen Aktion in Paris. Unter Leitung von André d’Humières (1887–1975) trafen sich Gruppen von älteren Menschen, die sich in der Kirche als Vertreter des „Dritten Alters“ artikulieren wollten. Mit Unterstützung des Weihbischofs Stanislas Courbe im Erzbistum Paris, der der Erste Generalsekretär der Katholischen Aktion in Frankreich war, setzte sich die Entwicklung im Jahre 1962 fort. Es entstand eine Vereinigung von Gläubigen, die sich nach Belgien, in die Schweiz, nach Kanada und in einigen afrikanischen Ländern ausweitete. Kardinal Eduardo Pironio, der damalige Präsident des Päpstlichen Rates für die Laien, unterstützte die Gründung von „Vie Montante Internationale“ und die globale Ausweitung der Bewegung. Der Lateinamerikanische Bischofsrat (CELAM) unterstützte und koordiniert mit VMI seine Aktivitäten und Aktionen und ist Mitglied der „Internationalen Föderation des Dritten Alters“. Am 25. März 1996 wurde VMI als eine internationale Vereinigung von Gläubigen durch den Päpstlichen Rat für die Laien anerkannt.

## Selbstverständnis
Die VMI, als eine Vereinigung älterer Menschen, sie möchte die soziale Kompetenz des Alters in die Kirche einbringen. Sie möchte den Stellenwert der älteren Menschen in unserer Gesellschaft stärken und verfolgt dabei die Werte, die Johannes Paul II. (1978–2005) in seinem Schreiben „Die Würde des alten Menschen und sein Auftrag in der Kirche und Welt“ 1998 gefordert hat und sie möchte die Pastoral des Dritten Alters fördern.

## Organisation und Ausweitung
Während der alle vier Jahre einberufenen Generalversammlung (GV), dem höchsten Organ der Vereinigung, werden die Programme und Aktivitäten beschlossen. Auf der GV wird ein internationales Direktionskomitee gewählt, es besteht aus einem Präsidenten, Schatzmeister, den Kontinentalverantwortlichen, dem Vizepräsidenten sowie dem Kirchlichen Assistenten. Das ständige Sekretariat wird vom Präsidenten eingesetzt und unterstützt ihn in seiner laufenden Arbeit, ihm ist auch ein Generalsekretär zugeteilt. Weltweit ist die VMI in 44 Ländern aus Afrika, Asien, Europa, Nordamerika und Südamerika vertreten und zählt ungefähr 250.000 Mitglieder. Der Hauptsitz ist in Paris beheimatet.